# Шолудьки (Вінницький район)
Шолу́дьки — село в Україні, у Немирівській міській громаді Вінницького району Вінницької області. Населення становить 268 осіб.

## Історія
Станом на 1885 рік у колишньому власницькому селі Печарської волості Брацлавського повіту Подільської губернії мешкало 250 осіб, налічувалось 46 дворових господарств, православна церква, 2 постоялих будинки й кінний млин.
1892 існувало 59 дворових господарств, проживало 398 мешканців.
1905 року у селі, що належало В. О. Рубінштейну, існувало 78 дворових господарства, проживало 390 мешканців, існувала православна церква й водяний млин.
Відповідно до Розпорядження Кабінету Міністрів України від 12 червня 2020 року № 707-р «Про визначення адміністративних центрів та затвердження територій територіальних громад Вінницької області» село увійшло до складу Немирівської міської громади.
19 липня 2020 року, в результаті адміністративно-територіальної реформи та ліквідації Немирівського району, село увійшло до складу Вінницького району.

## Відомі люди
- Городецький Владислав Владиславович — видатний український архітектор, підприємець, меценат.
- Галевич Валентин Олександрович — публіцист і кооператор.